# Montse Mínguez
Montserrat Mínguez García (Lérida, 2 de julio de 1976), conocida como Montse Mínguez, es una política española del PSC, diputada en las Cortes Generales por Lérida desde la XIII legislatura. Actualmente es la secretaria general del Grupo Parlamentario Socialista en el Congreso de los Diputados, así como secretaria de Trabajo, Economía Social y Trabajo Autónomo de la Comisión Ejecutiva Federal del PSOE.

## Biografía
Se licenció en Administración y Dirección de Empresa por la Universidad Rovira i Virgili (1999). Asimismo, tiene un máster en Contabilidad, Auditoría y Control de Gestión por la Universidad de Lérida (2013). Es profesora asociada de Control y Gestión presupuestaria en la Universidad de Lérida, donde anteriormente también fue profesora de Macroeconomía, Economía del Sector Público y Econometría.

## Carrera política
Mínguez comenzó su carrera política en el Ayuntamiento de Lérida como concejala, a partir del año 2003. Posteriormente, en el año 2005 fue nombrada segunda teniente de alcalde de la ciudad, bajo la alcaldía de Àngel Ros. En el año 2015 fue nombrada además portavoz del Grupo Municipal Socialista en el Ayuntamiento y ascendida a primera teniente de alcalde, primero bajo el mando de Àngel Ros y luego, tras la dimisión de este, bajo el mando de Fèlix Larrosa. Ocupó también la cartera municipal de Economía y Recursos Humanos.
En mayo de 2019 fue elegida diputada en las Cortes Generales, como cabeza de lista del PSOE por Lérida. Revalidaría este cargo en las legislaturas XIV y la XV. Además, en esta última fue nombrada secretaria general del Grupo Parlamentario Socialista.
En el 40.º Congreso del PSOE fue elegida secretaria de Trabajo, Economía Social y Trabajo Autónomo de la Comisión Ejecutiva Federal del Partido.